# Pensador Loco
Este artículo trata sobre el villano de Marvel Comics. Para los villanos de DC Comics, vea Pensador (DC Comics).
El Pensador Loco, (Julius) es un supervillano que aparece en los cómics estadounidenses publicados por Marvel Comics. Se le presenta como un genio maligno especializado en robótica. A veces se le conoce simplemente como «El Pensador».

## Historial de publicaciones
El Pensador Loco fue presentado por Stan Lee y Jack Kirby en Fantastic Four #15 (junio de 1963). Lee y Kirby le dieron al científico loco una habilidad especial para predecir eventos con una precisión de un segundo.
Poco o nada se sabía de sus orígenes o su verdadera identidad hasta que, más de cincuenta años después, se reveló que el primer nombre del Pensador Loco era Julius en las páginas de Infamous Iron Man #2 de Brian Michael Bendis y Alex Maleev.

## Biografía ficticia
El cerebro criminal profesional conocido como el Pensador Loco hizo su debut luchando contra los Cuatro Fantásticos. Una vez intentó apoderarse de la ciudad de Nueva York usando el Edificio Baxter como base y todos los miembros del crimen organizado como sus lugartenientes. Los Cuatro Fantásticos fueron atraídos lejos de Nueva York justo antes de que un meteorito golpeara la ciudad y cortara brevemente la energía eléctrica, incluidos los sistemas de defensa del Edificio Baxter. El Pensador Loco aprovechó la oportunidad para crear un servidor robótico, el Asombroso Androide. Atrapó a los Cuatro Fantásticos en los cuartos inferiores del edificio, pero finalmente fue atrapado, después de ser detenido por un factor imprevisto: el cartero del edificio, Willie Lumpkin, quien por orden de Reed hizo sonar una campana a las 4 pm, activando un disyuntor que Reed había incorporado en todos sus dispositivos.
Parecía que su objetivo principal no había sido realmente apoderarse de la ciudad, sino manipular al crimen organizado para que lo ayudara a ingresar al Edificio Baxter y así pudiera satisfacer su avaricia intelectual, robando la tecnología de Reed Richards. En ese sentido, los Cuatro Fantásticos realmente no lo derrotaron, solo derrotaron su pretexto. El Pensador Loco con mucho gusto sería enviado a prisión para echar un vistazo a los secretos de lo que él consideraba la mente más grande del mundo.
Después de su derrota inicial contra los Cuatro Fantásticos, el Pensador Loco se asoció con el Amo de las Marionetas por primera vez. Utilizó los originales X-Men a través de un Profesor X controlado mentalmente para luchar contra los Cuatro Fantásticos. De nuevo con el Amo de las Marionetas, enfrentó a la Cosa contra la Antorcha Humana, pero su plan fue frustrado por Reed Richards. Más tarde creó una pelota que rebotaba por radiocontrol, con la que trató de eliminar a la Cosa y la Antorcha mientras estaban en la abertura de una nueva presa y casi derriba la pelota, pero la Antorcha fue capaz de destruirla.
Luego creó a Quasimodo, una computadora "viva". Localizó y revivió la Antorcha Humana original y la empleó para luchar contra la Antorcha actual. Más tarde, con su Triunvirato del Terror (integrado por Martinete, Hammerhead y Thunderboot), capturó a los Vengadores e invadió la Mansión de los Vengadores, creyendo que los había superado con éxito al recordar aprovechar el elemento humano de las personalidades de sus enemigos que había olvidado en el pasado, pero sin embargo fue frustrado por la intervención inesperada de Hércules, quien recientemente había comenzado a quedarse con los Vengadores después de su exilio del Olimpo.
El Pensador Loco se hizo pasar por el Dr. José Santini e interrumpió un intento de curar a la Cosa, lo que provocó que la Cosa se volviera contra los Cuatro Fantásticos. Sin embargo, el Pensador Loco fue capturado por Míster Fantástico y la Antorcha Humana. Desde su celda de la prisión, envió un androide de batalla llamado Monstruo Androide contra los Cuatro Fantásticos, pero el androide fue enviado a la Zona Negativa por Mister Fantástico.
El se alió de nuevo con el Amo de las Marionetas y con Egghead en su intento de chantaje al gobierno de los Estados Unidos utilizando un satélite de disparo láser y un androide gigante llamado "Gargan-Droid". Nuevamente con el Amo de las Marionetas, atacó a los Cuatro Fantásticos usando androides de sus enemigos pasados. Con el Amo de las Marionetas, luego luchó contra Spider-Man y la Cosa.
El Pensador Loco luego participó en el concurso de supervillanos del Black Lama, pero fue derrotado por Iron Man. Pensador Loco luego restableció el control de su robot el Carroñero y lo envió contra los Cuatro Fantásticos. El fue derrotado por Thundra, Tigra y Bruto. Luego luchó contra la Cosa, Daredevil, Visión y Yellowjacket. Con el Amo de las Marionetas y el Mago, intentó interrumpir la boda de la Antorcha Humana y Alicia Masters. El Pensador Loco más tarde tomó el control de las computadoras en la sede de los Cuatro Fantásticos, pero fue frustrado por Míster Fantástico.
El Pensador Loco construyó duplicados androides de sus pensadores favoritos para poblar su propia ciudad llamada "Ponder" e hizo que uno de sus robots trajera al Capitán América a esa ciudad. La mayoría de ellos fueron destruidos por Equipo América y Pensador Loco fue arrestado por S.H.I.E.L.D.
Más tarde, el Pensador Loco se negó a participar en los "Actos de venganza" de Loki. En su lugar, escapó de la prisión y envió a Gargantúa contra el Hombre Maravilla y Avispa en un intento de evitar la propuesta Ley de Registro de Superpoderes. Más tarde, intentó un robo usando dinosaurios robot, pero fracasó por la intervención de Destructor y Tattletale de Power Pack.
El Pensador Loco se interesó por el supergrupo de jóvenes llamado los Nuevos Guerreros y les planteó un acertijo cuando se formaron por primera vez. En el último número de la serie, se reveló la respuesta al acertijo: el sobrino del Pensador Loco había ganado accidentalmente superpoderes incontrolables de su laboratorio, matando a su madre en el proceso. Ahora, el Pensador quería que lo ayudaran.
Desde entonces, se ha visto al Pensador Loco luchando contra She-Hulk en un intento de fuga de la prisión. Sin embargo, se reveló que este Pensador Loco era simplemente otro duplicado androide del Pensador Loco real. Tras la destrucción de este androide, Asombroso Androide (ahora se hace llamar Asombroso Andy) tomó la custodia de la cabeza todavía funcional del androide, hasta que fue robado por el supervillano adolescente Southpaw.
Aunque está dispuesto a matar a los héroes que se interpongan en su camino, hay líneas que el Pensador Loco no cruzará. Una asociación con el Mago se interrumpió después del secuestro del niño Franklin Richards. El Mago deseaba experimentar con Franklin y conocer el secreto de sus vastos poderes. El Pensador Loco, sin embargo, afirmó que esto tenía una probabilidad casi segura de la muerte de Franklin. Cuando el Mago reconoció esto, pero decidió continuar de todos modos, un Pensador enojado disolvió la sociedad y ayudó a llevar al padrino de Franklin, la Cosa, a donde el Mago tenía al niño como rehén. 
Cuando el tonto enemigo de Spider-Man, Rhino, tuvo una operación que lo convirtió en un genio, Rhino sacó a Pensador Loco de la cárcel para que Pensador Loco pudiera trabajar en el sindicato del crimen de Rhino.
El Pensador Loco luego se alía con el Amo de las Marionetas, planeando atacar a los Cuatro Fantásticos una vez más. Cuando le dijeron que prefería que lo llamaran "El Pensador", el Amo de las Marionetas le preguntó por qué lo habían llamado "El Pensador Loco" en el pasado. La respuesta fue que solía tener "problemas de ira reprimida". Cuando el Amo de las Marionetas le pregunta por su enfado, responde que "ya no está reprimido". Ha construido un dispositivo para amplificar el poder del Amo de las Marionetas para que puedan escalar una batalla entre las dos facciones rivales en la Guerra Civil de Superhéroes.
A cambio de no estar conectado con los crímenes en la Calle Yancy, Reed hace que el Pensador Loco vuelva a verificar sus cálculos sobre los posibles efectos de no respaldar el registro de todos los superhéroes.
Durante la historia de "Dark Reign", Quasimodo analizó a su creador para Norman Osborn. Le recomendó a Norman que lideraría un grupo contra Pensador Loco si Norman quería ir tras él.
Pensador Loco, junto con Asombroso Androide, aparecerán más tarde como miembros de la Intelligencia. Pensador Loco incluso creó el Gammadroid que usó para ayudar a M.O.D.O.K. y Hulk Robot a capturar a Red Hulk.
Durante un conflicto entre la Intelligencia y los Seis Siniestros como preludio de la historia de Hasta el fin del mundo, Pensador Loco pudo desactivar brevemente los poderes de Electro, pero fue tomado por sorpresa cuando Electro lo atacó físicamente en su lugar, la sorpresa del ataque permitiendo que Electro lo derrote. Es de suponer que lo mataron cuando el Doctor Octopus usó el Zero Cannon para lanzarlo al espacio. M.O.D.O.K. Superior promete encontrar una manera de restaurar a sus compañeros miembros de Intelligencia.
M.O.D.O.K. Superior pudo revivir al Pensador Loco y los otros miembros de Intelligencia donde comenzaron a formular sus planes después de la destrucción prevista de la comunidad de superhéroes.
Durante la historia de Time Runs Out, Pensador Loco fue contratado en algún momento por el Doctor Doom para ser parte de sus intentos de descubrir la verdad detrás de las Incursions. Pensador logró acceder y mapear la red Mapmakers, lo que les permitió localizar la fuente de las incursiones.
Como parte de "All-New, All-Different Marvel", Pensador Loco aparece como miembro de la encarnación de los Illuminati de Capucha.
Algún tiempo después, Pensador Loco aparece en La Paz (Bolivia), donde es sorprendido por el Doctor Doom en su versión de la armadura de Iron Man, quien le ofrece la oportunidad de cambiar su vida a cambio de un dispositivo que utilizó en un robot. Al negarse, el Pensador Loco activó algunos robots para luchar contra Doom solo para que él fuera derrotado. Más tarde se muestra que el Pensador Loco está bajo la custodia de S.H.I.E.L.D.
Después de escapar de la custodia de S.H.I.E.L.D., Pensador Loco se obsesionó con el paradero de Míster Fantástico cuando aún no ha regresado a la Tierra-616. Al interpretar erróneamente la ausencia de Míster Fantástico, Pensador Loco piensa que Míster Fantástico quiere que Pensador Loco lo suceda a él y a los Cuatro Fantásticos. Mientras se peinaba con el estilo de Míster Fantástico y se hacía llamar por ese nombre, Pensador Loco contrató a tres personas llamadas Lumen, Goodfire y Smash para hacer sus Cuatro Fantásticos y les da poderes similares a los Cuatro Fantásticos. Pensador Loco ahora tiene elasticidad, Lumen puede volverse invisible con el efecto secundario de distorsionar la percepción del entorno que lo rodea si pierde el control de su invisibilidad, Goodfire tiene una forma de plasma de fuego azul que no puede apagar y también puede volar. en esta forma, y Smash posee superfuerza y durabilidad mejorada mientras luce una piel de color dorado. El tomó sus Cuatro Fantásticos para seguir a la Antorcha Humana y la Cosa en sus viajes por el multiverso para eliminar los viejos restos de los Cuatro Fantásticos. Los Cuatro Fantásticos del Pensador Loco se enfrenta a la Antorcha Humana y la Cosa en una realidad no identificada.

## Poderes y habilidades
El Pensador Loco no tiene poderes sobrehumanos. Sin embargo, es un genio extraordinario con un conocimiento de la tecnología siglos más allá de la ciencia convencional, por razones inexplicables. Tiene una memoria eidética y puede organizar y correlacionar rápidamente grandes cantidades de información y percibir patrones no obvios. Tiene las instalaciones y los medios para crear todo tipo de armas, androides, armaduras y vehículos sofisticados.
Sus habilidades analíticas, matemáticas y geométricas son de un orden sofisticado que no se encuentra comúnmente en la Tierra. Es particularmente experto en computadoras, robótica e inteligencia artificial, con doctorados en ciencias de la computación e ingeniería. Ha construido su propio androide Asombroso Androide y resucitó dos veces la Antorcha Humana original. También construyó a Quasimodo y el Scavenger, y varios otros equipos según fue necesario, incluidos hipno-lentes del tamaño de un monóculo. Además de sus propios logros, ha robado gran parte de la tecnología secreta de Reed Richards, en el incidente en el que se hizo cargo del edificio Baxter.
El Pensador Loco también es un hábil artista del disfraz. A través de un enlace de radio implantado quirúrgicamente, puede proyectar su conciencia en un simulacro androide de sí mismo.
Los intrincados planes del Pensador a menudo se ven frustrados por lo que él llama el factor x, o la imprevisibilidad humana. Además, el Pensador no es un genio intuitivo (por ejemplo, Reed Richards) y, por lo tanto, es incapaz de una verdadera invención; en cambio, sintetiza para su propio uso las creaciones de otros (por ejemplo, sus creaciones de androides se basan en descubrimientos de Reed Richards).
El Pensador Loco puede escapar de la prisión con poca dificultad. A menudo usa sus pensamientos para controlar un robot en una base secreta y remota. Esto le da una coartada: ya está en prisión.

## Robots y androides del Pensador Loco
Los siguientes robots y androides fueron creados por Pensador Loco:
- Android Man - Un androide creado por Pensador Loco a prueba de fallas en caso de que él fuera traicionado por Mago.[40]
- Asombroso Androide -
- Gammadroide - Un androide que funciona con una combinación de energías gamma y energías cósmicas. Pensador Loco puede controlar Gammadroide con su mente y hacer que haga cualquier trabajo pesado por él.[31]
- "Gargan-Droid" - Un robot gigante que fue creado por Pensador Loco en el momento en que colaboró con Egghead y Amo de las Marionetas.[41]
- Mad Thinker's Intellectual Robots - Un grupo de robots que se inspiraron en los más grandes pensadores de la historia.[21]
  - Alpha - El protector de los robots intelectuales que fue construido por el robot Mark Twain. Tiene una mano derecha parecida a una maza. Alpha logró derrotar a Spider-Man en la batalla y se mantuvo firme contra Visión.[42]
  - Robot Abraham Lincoln - Un robot que sigue el modelo de Abraham Lincoln.[21]
  - Robot Albert Einstein - Un robot que sigue el modelo de Albert Einstein.[21]
  - Robot Confucio - Un robot que sigue el modelo de Confucio.[21]
  - Robot Friedrich Nietzsche - Un robot que sigue el modelo de Friedrich Nietzsche.[21]
  - Robot Fyodor Dostoyevsky - Un robot que sigue el modelo de Fyodor Dostoyevsky.[21]
  - Robot Leonardo da Vinci - Un robot que sigue el modelo de Leonardo da Vinci.[21]
  - Robot Mark Twain - Un robot que sigue el modelo de Mark Twain.[21] Después de que los robots fueran destruidos por Team America, se reveló que el robot Mark Twain sobrevivió y reconstruyó a sus compañeros robots en un laboratorio subterráneo que fue utilizado anteriormente por Pensador Loco.[42]
  - Robot Nicolás Maquiavelo - Un robot que sigue el modelo de Nicolás Maquiavelo.[21]
  - Robot Platón - Un robot que sigue el modelo de Platón.[21]
  - Robot Sigmund Freud - Un robot que el modelo de Sigmund Freud.[21]
  - Robot Sócrates - Un robot que sigue el modelo de Sócrates.[21]
  - Robot Virginia Woolf - Un robot que sigue el modelo de Virginia Woolf.[21]
  - Robot William Shakespeare - Un robot que sigue el modelo de William Shakespeare.[21]
- Monster Android - Un androide de 12 pies creado por Pensador Loco y clasificado como su creación androide más poderosa.[12]
- Quasimodo - Una computadora que fue creada por Pensador Loco en su base en el desierto de Mojave y abandonada por él. Le fue dado un cuerpo humanoide por Silver Surfer.

## Otras versiones

### Ultimate Marvel
En el sello Ultimate Marvel, el Edificio Baxter albergaba un laboratorio de ideas de jóvenes genios, financiado por el gobierno de EE. UU. Una niña llamada Rhona Burchill fue considerada para el proyecto, pero se le negó participar debido a sus tendencias psicóticas limítrofes. Enfurecida, se fue a casa y preparó un acelerador que le permitiría pensar muchas veces más rápido. Como necesitaba más masa cerebral para manejar la droga, anestesió a su hermano Bobby y, utilizando una técnica quirúrgica tosca, cortó porciones de su cerebro y las injertó en el suyo. Afirmando que "no necesitas un laboratorio de ideas, solo necesitas un pensador", ataca el Edificio Baxter y tiende una trampa que atrapa a los Cuatro Fantásticos, a varios soldados y al supervisor de los Cuatro Fantásticos, el Teniente Lumpkin. Cuando les cuenta su historia a los Cuatro en su ahora flujo de patrón de habla de la conciencia, Reed la llama loca. Ella responde: "si es una locura pensar en lo impensable, entonces soy la pensadora más loca que haya existido". En virtud de este comentario, desde entonces se la ha llamado la Pensadora Loca.
También apareció como la villana en la miniserie Ultimate X4, que la mostraba con un androide parecido al Asombroso Androide al que ella llama Robby. Durante esta aparición, intentó robar a Cerebro y usarlo para controlar todas las mentes del planeta, pero, con la ayuda de Wolverine, Shadowcat y Iceman, los Cuatro Fantásticos pudieron distraerla hasta que Reed pudo reprogramar a Cerebro para hacer que Rhona desarrollara el poder de la empatía en lugar del control, lo que la obligó a cerrar a Cerebro o perderse en medio del dolor del mundo. Aunque intenta escapar, Wolverine cortó cierta manguera en su vehículo de escape, lo que hizo que explotara sobre ella cuando activaba los quemadores posteriores.

### What If?
En un número de parodia de What If?, la entrada titulada "Historias de Spidey Intelectual" (una parodia de la Compañía Eléctrica de Spidey Súper Historias), presenta al hombre araña derrotando al Pensador Loco al debatir sobre filosofía, al aburrir enormemente al observador Uatu el Vigilante.

## En otros medios

### Televisión
- El Pensador Loco aparece en el segmento "Iron Man" de la serie animada The Marvel Super Heroes, con la voz de Len Carlson.
- El Pensador Loco aparece en la serie animada The Avengers: Earth's Mightiest Heroes, con la voz de Danny Mann.[46] Introducido en el episodio "El Hombre en el Hormiguero", el Pensador Loco es un preso en la Casa Grande antes de escapar en "La Fuga, Parte 1" junto a sus compañeros de prisión.
- Una variación de Rhona Burchill aparece en la serie animada Iron Man: Armored Adventures, con la voz de Brenna O'Brien. Esta versión es una gótica que intentó destruir la Escuela Baxter en su juventud antes de ser enviada a Ravencroft. Ella escapó, construyó el androide Andy para que actuara como su "hermano" y asumió la identidad de Rhona Erwin, la estudiante más inteligente de la Academia del Mañana hasta que Tony Stark se ha inscrito. Rhona y Andy inicialmente hicieron apariciones menores durante la segunda temporada hasta el episodio "Todas las mejores personas están locas", cuando colocan a los amigos de Tony en varias trampas mortales y lo obligan a salvarlos como parte de sus Pruebas de aptitud mortal (D.A.T.) para que Rhona pueda probar su superioridad mental sobre él. Cuando Tony logra salvar a sus amigos y desarmar una bomba que Rhona había instalado, ella envía a Andy para eliminarlos y utiliza una pistola láser basada en la tecnología de Hank Pym. Sin embargo, Iron Man daña a Andy, devastando a Rhona. Cuando es arrestada por el FBI, jura venganza antes de que se la lleve otro de sus androides disfrazado de médico de Ravencroft.

### Película
El Pensador Loco fue mencionado en Los Cuatro Fantásticos: primeros pasos (2025) cuando intentó sabotear Nueva York colocando explosivos alrededor de la ciudad, pero el equipo pudo minimizar el daño y prevenir posibles tragedias y Mister Fantástico rastreó la organización criminal de Pensador Loco y avisó a la policía, que fue a detenerlo.

### Varios
El Pensador Loco aparece en el número 12 del cómic vinculado a The Avengers: Earth's Mightiest Heroes.